# Бастиан, Адольф
Фили́пп Вильге́льм Адо́льф Ба́стиан (нем. Philipp Wilhelm Adolf Bastian; 26 июня 1826, Бремен — 2 февраля 1905, Порт-оф-Спейн) — немецкий этнограф, путешественник и философ.

## Биография
А. Бастиан изучал юриспруденцию в Гейдельберге, а затем медицину и естественные науки в Берлине, Йене и Вюрцбурге. Начиная с 1850 года плавал на различных судах в качестве корабельного врача в Африку, Индию, Южную Америку и в Австралию. Провёл в путешествиях более 25 лет. В 1860 вышел из печати его 3-томный труд «Человек в истории» („Der Mensch in der Geschichte“), принёсшую ему славу первого немецкого этнографа.
Автор 6-томного труда «Народы Восточной Азии» (Die Völker des östlichen Asien, 1866—1871).
В 1873 году в Берлине открывается Королевский этнографический музей, и А. Бастиан становится его первым директором. Учёный стал также (наряду с Рудольфом Вирховом и Карлом Фохтом) одним из основателей Германского общества археологии, этнографии и первобытной истории. Написал и опубликовал более 80 книг и 300 научных статей по этнографии, истории, археологии и философии.
Похоронен на Юго-Западном кладбище в бранденбургском Штансдорфе.

## Научные взгляды
В своей капитальной работе «Человек в истории» учёный отстаивает идею о существовании уже на уровне первобытных культур определённых «элементарных мыслей», которые разнятся у различных народов совершенно незначительно и из которых со временем развилась человеческая культура. Из их различий возникли и различия между разными культурами. Бастиан был врагом теории эволюции Чарльза Дарвина, но в то же время склонялся к идеям социал-дарвинизма Моргана и Спенсера. Впоследствии Карл Густав Юнг развил идею Бастиана об «элементарных мыслях» в свою теорию об «архетипах».